# 威克洛监狱
威克洛监狱前身是一座监狱，而现在则是一座博物馆，设在爱尔兰的威克洛郡威克洛镇。

## 历史

### 监狱
自十八世纪后期以来，该建筑一直用于监狱用途。在1798年的爱尔兰叛乱和爱尔兰大饥荒期间，囚犯和许多即将被流放者都关押于此。
这座监狱在1822年由威廉·维特鲁威莫里森设计，并在1842年-1843年进一步扩建。
该监狱于1900年关闭，但在爱尔兰独立战争和爱尔兰内战期间又再次开放，并用于关押共和国囚犯；而该监狱的最后一名囚犯于1924年才离开。

### 博物馆
这座监狱在1995年开始翻修，并于1998年作为博物馆重新开放，并且声称是世界上最闹鬼的建筑物之一，闹鬼的原因是由于与之长期悲惨的历史背景有关。2009年这座监狱博物馆在《捉鬼队国际版》的特辑中播出。